# 챠이라이 미녀특공대
《챠이라이 미녀특공대》(태국어: ไฉไล, 영어: Dangerous Flowers)은 2006년에 개봉한 태국의 영화이다.

## 한국판 성우진(KBS)
- 송도영 - 로즈
- 김옥경 - 재스민
- 임은정 - 팬지
- 조진숙 - 아이비
- 오수경 - 데이지
- 강수진 - 거드
- 전숙경 - 미키
- 이재용 - 미키의 아빠
- 한호웅 - 드래곤
- 최문자 - 메이링
- 서문석 - 킹콩
- 송정희 - 카타린
- 유호한 - 애꾸눈
- 손정성 - 드래곤의 부하